# Municipio de Naperville
El municipio de Naperville (en inglés: Naperville Township) es un municipio ubicado en el condado de DuPage en el estado estadounidense de Illinois. En el año 2010 tenía una población de 100019 habitantes y una densidad poblacional de 1.076,12 personas por km².

## Geografía
El municipio de Naperville se encuentra ubicado en las coordenadas 41°45′52″N 88°12′12″O / 41.76444, -88.20333. Según la Oficina del Censo de los Estados Unidos, el municipio tiene una superficie total de 92.94 km², de la cual 90.51 km² corresponden a tierra firme y (2.61%) 2.43 km² es agua.

## Demografía
Según el censo de 2010, había 100019 personas residiendo en el municipio de Naperville. La densidad de población era de 1.076,12 hab./km². De los 100019 habitantes, el municipio de Naperville estaba compuesto por el 69.45% blancos, el 8.46% eran afroamericanos, el 0.25% eran amerindios, el 15.52% eran asiáticos, el 0.03% eran isleños del Pacífico, el 3.34% eran de otras razas y el 2.95% pertenecían a dos o más razas. Del total de la población el 9.76% eran hispanos o latinos de cualquier raza.